# فعال‌سازی بازاریابی
فعال‌سازی بازاریابی به اجرای آمیخته بازاریابی در فرایند بازاریابی گفته می‌شود. فرایند فعال‌سازی اصولاً بعد از مرحله برنامه‌ریزی بازاریابی شروع شده و مدیران در این بخش فعالیت‌های قابل اجرا را بررسی کرده و سپس در مرحله بعد نتایج به‌وسیلهٔ ابزارهای بازاریابی تجزیه و تحلیل می‌شوند.
با توجه به اهداف تجاری از دو نوع فعال‌سازی بازاریابی می‌توان به عنوان بخشی از یک استراتژی بازاریابی استفاده کرد.
- فعال‌سازی نام تجاری، که گاهی نام آن درگیر نام تجاری است که بر ایجاد ارتباط عاطفی طولانی‌تر بین برند و مشتری تمرکز دارد.
- فعال‌سازی مبتنی بر بازاریابی با پاسخ مستقیم بر تولیدو فروش فوری متمرکز خواهد شد.